# André Schwager
André Schwager est un footballeur français né le 9 novembre 1927 à Strasbourg et décédé le 25 janvier 2012 à Alès. 
Ce joueur a évolué comme attaquant.

## Carrière de joueur
- 1948-1950: RC Strasbourg
- 1950-1958: Nîmes Olympique

## Palmarès
- International B
- Champion du Monde Militaire en 1948
- Vainqueur de la Coupe Charles Drago en 1956 (avec le Nîmes Olympique)
- Vice-champion de France en 1958, 1959 et 1960 (avec le Nîmes Olympique)
- Finaliste de la Coupe de France en 1958 (avec le Nîmes Olympique)
- Champion de France de D2 en 1950 (avec le Nîmes Olympique)